# Neurothemis tullia
Neurothemis tullia är en trollsländeart som först beskrevs av Dru Drury 1773.  Neurothemis tullia ingår i släktet Neurothemis och familjen segeltrollsländor. IUCN kategoriserar arten globalt som livskraftig. Inga underarter finns listade i Catalogue of Life.

## Bildgalleri

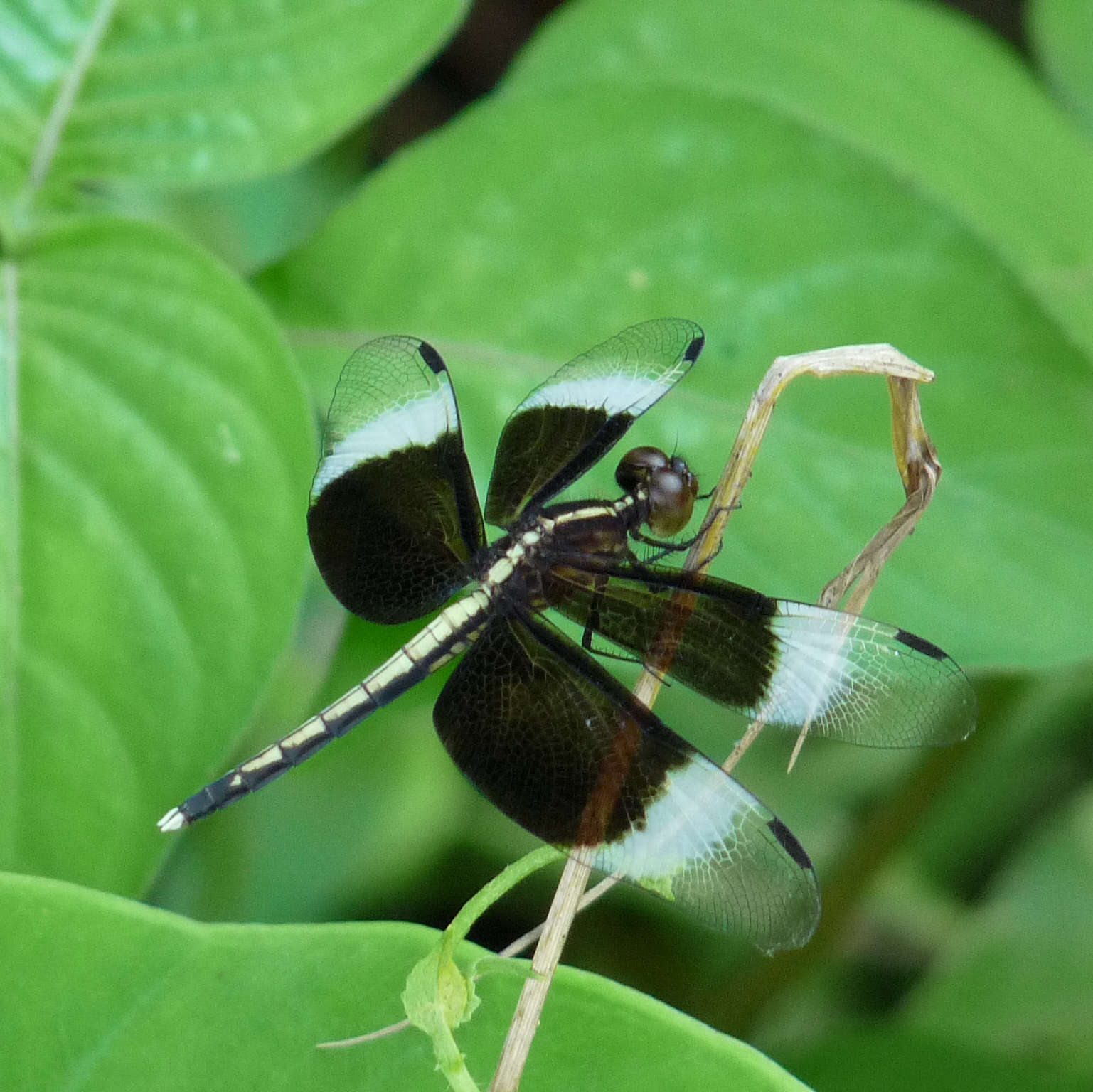
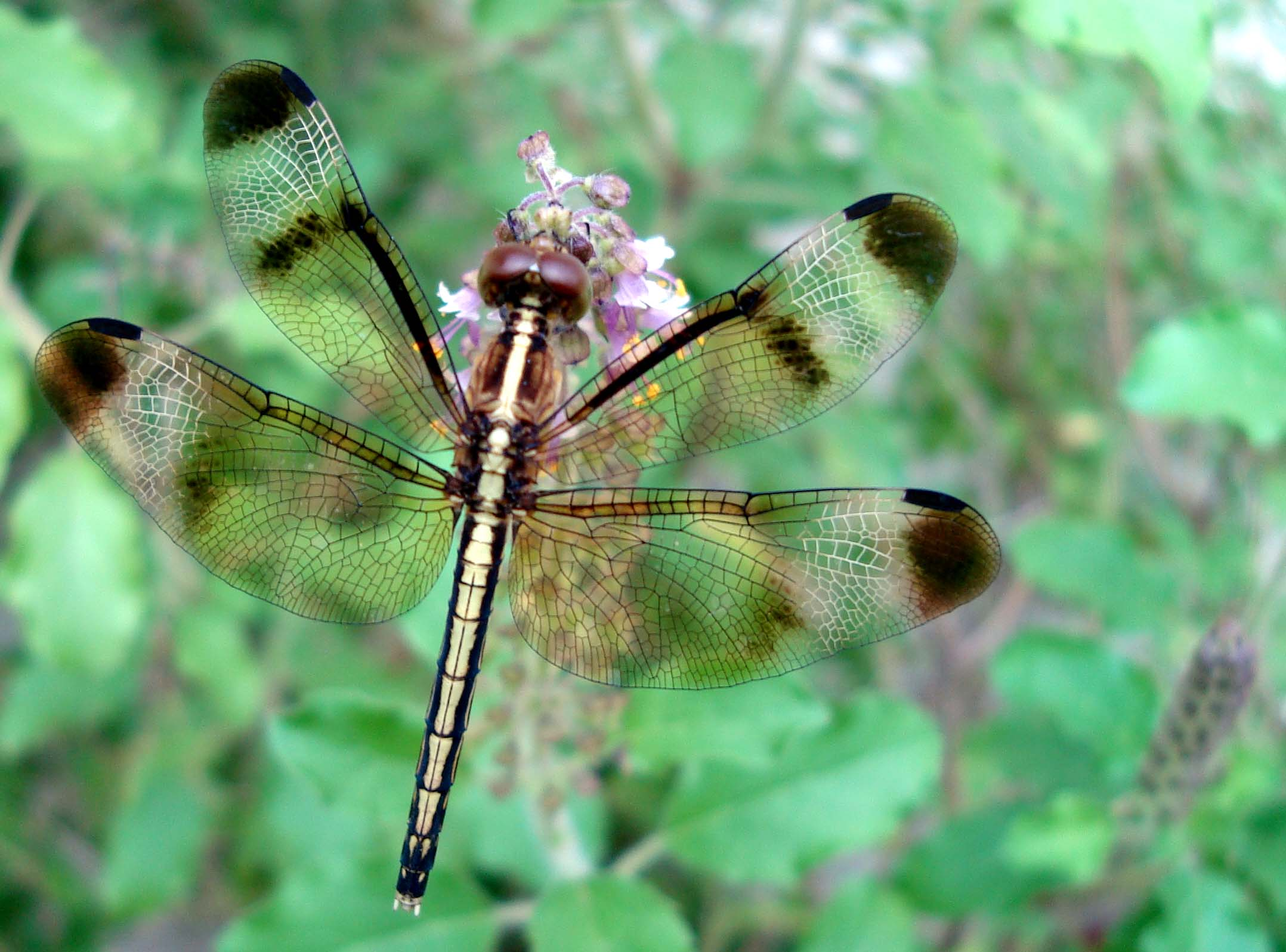
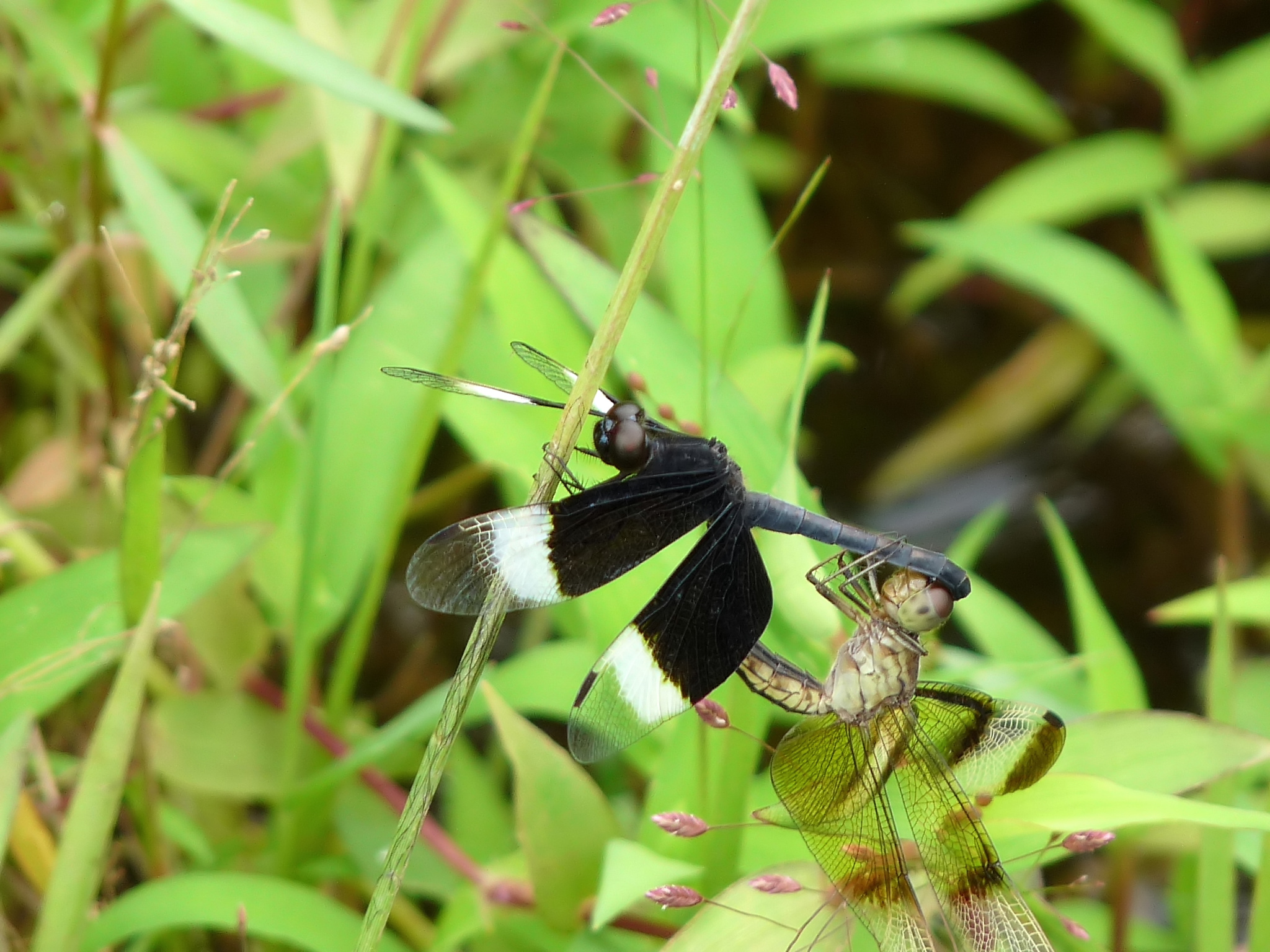
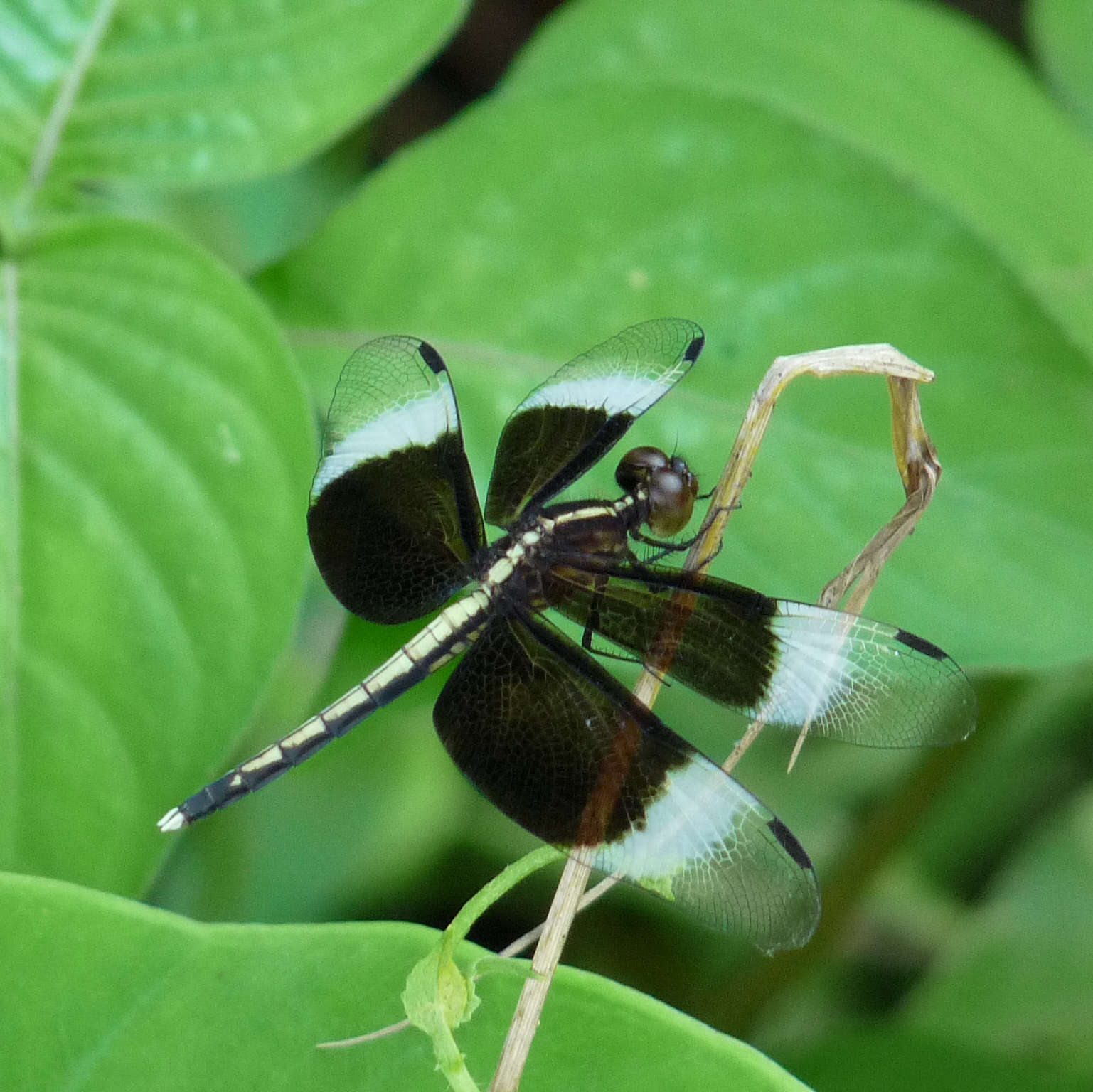
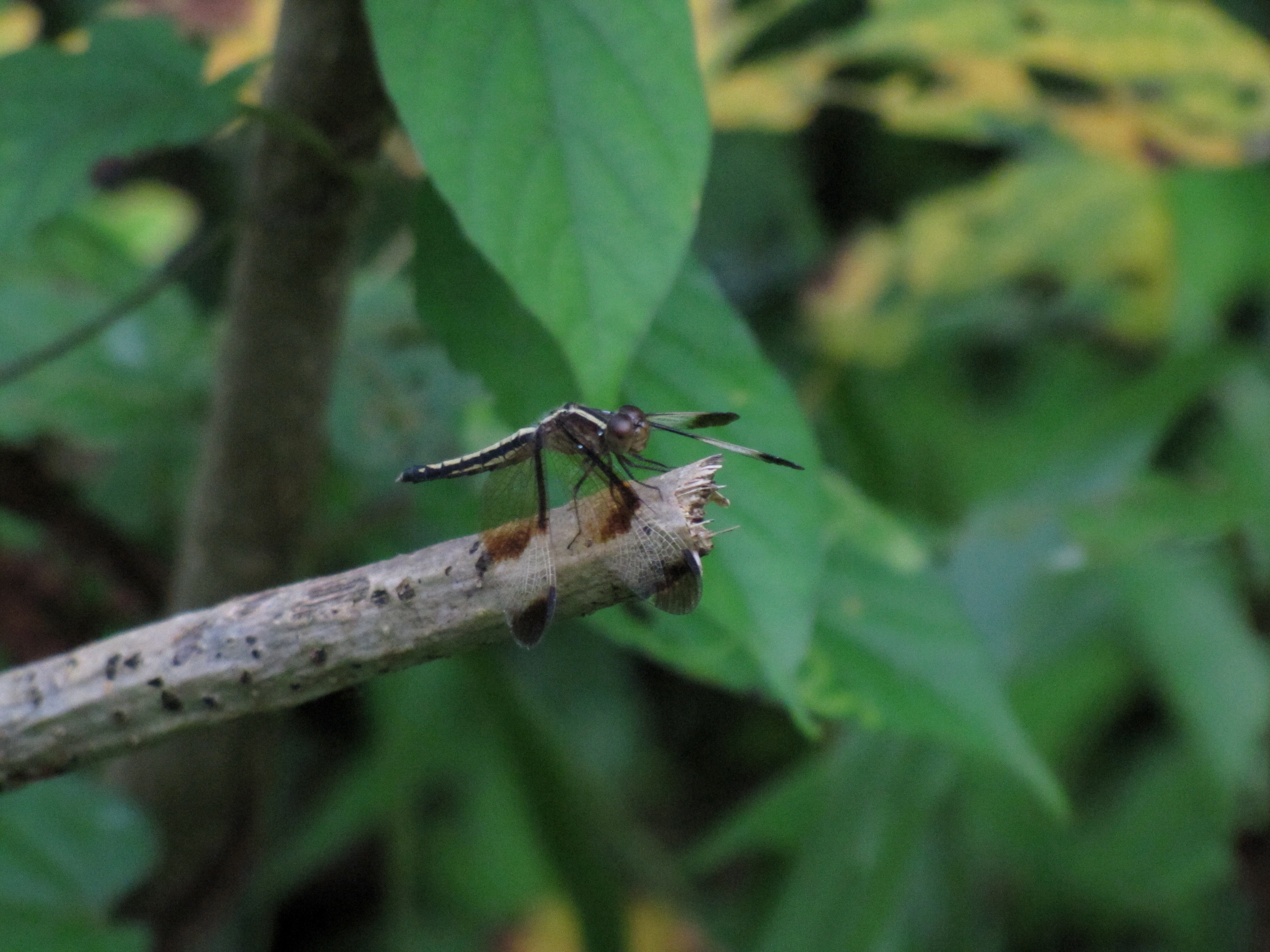
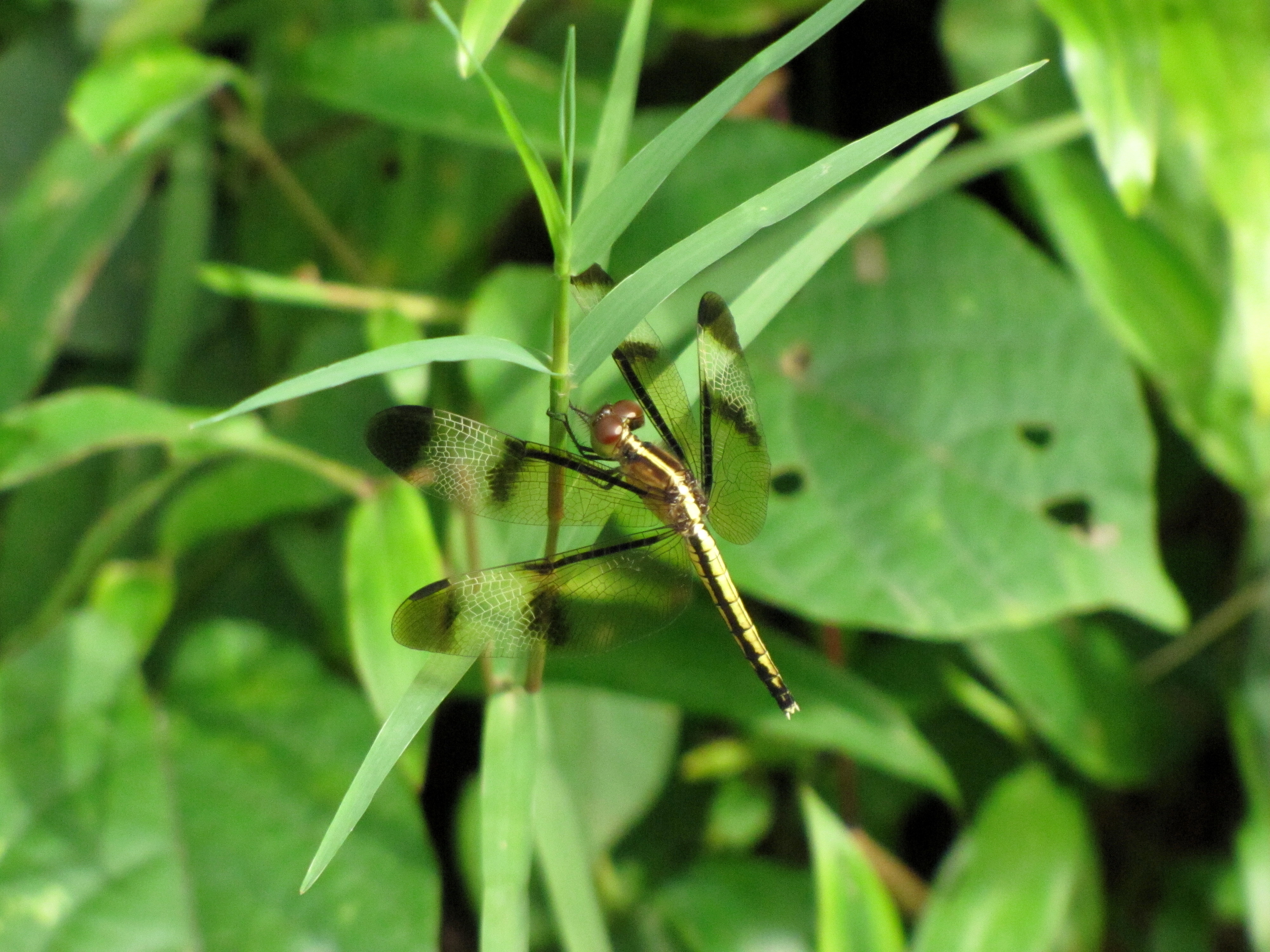